# 니부카와촌
니부카와촌(鈍川村)은 에히메현 오치군에 설치된 촌이다. 